# Landtagswahlkreis Salzwedel
Der Landtagswahlkreis Salzwedel (Wahlkreis 1) ist ein Landtagswahlkreis in Sachsen-Anhalt. Er umfasste zur Landtagswahl in Sachsen-Anhalt 2021 vom Altmarkkreis Salzwedel die Stadt Arendsee (Altmark), die Hansestadt Salzwedel und die Verbandsgemeinde Beetzendorf-Diesdorf mit den Gemeinden Flecken Apenburg-Winterfeld, Beetzendorf, Dähre, Flecken Diesdorf, Jübar, Kuhfelde, Rohrberg und Wallstawe.
Der Wahlkreis wird in der achten Legislaturperiode des Landtages von Sachsen-Anhalt von Carsten Borchert vertreten. Er vertritt den Wahlkreis seit der Wahl im Jahr 2016 und verteidigte das Direktmandat zuletzt bei der Landtagswahl am 6. Juni 2021 mit 36,4 % der Erststimmen.

## Wahl 2021
Im Vergleich zur Landtagswahl 2016 wurde der Zuschnitt des Wahlkreises geringfügig verändert. Er wurde um die Gemeinde Flecken Apenburg-Winterfeld vergrößert, die im Jahr 2016 Teil des Landtagswahlkreises Gardelegen-Klötze war. Name und Nummer des Wahlkreises wurden nicht geändert.
Es traten acht Direktkandidaten an. Von den Direktkandidaten der Wahl im Jahr 2016 bewarb sich nur der seinerzeit gewählte Abgeordnete Carsten Borchert erneut um das Mandat, das er mit 36,4 % der Erststimmen verteidigte.
|                                |                      | Erst- stimmen | Erst- stimmen | Zweit- stimmen | Zweit- stimmen |
| Bewerber                       | Partei               | Anzahl        | %             | Anzahl         | %              |
| ------------------------------ | -------------------- | ------------- | ------------- | -------------- | -------------- |
| Wahlberechtigte                | Wahlberechtigte      | 35.373        | 100,0         | 35.373         | 100,0          |
| Wähler                         | Wähler               | 21.451        | 60,6          | 21.451         | 60,6           |
| Ungültige Stimmen              | Ungültige Stimmen    | 268           | 1,2           | 261            | 1,2            |
| Gültige Stimmen                | Gültige Stimmen      | 21.183        | 98,8          | 21.190         | 98,8           |
| davon                          |                      |               |               |                |                |
| Carsten Borchert               | CDU                  | 7.701         | 36,4          | 7.675          | 36,2           |
| Hanns-Michael Kochanowski      | AfD                  | 3.743         | 17,7          | 3.880          | 18,3           |
| Marco Heide                    | DIE LINKE            | 3.164         | 14,9          | 2.739          | 12,9           |
| Nadine Hofmann                 | SPD                  | 2.052         | 9,7           | 1.838          | 8,7            |
| Wolodja Nepomuk Zoltán Schäfer | GRÜNE                | 969           | 4,6           | 1.247          | 5,9            |
| Tankred Roth                   | FDP                  | 1.098         | 5,2           | 1.181          | 5,6            |
| Nils Krümmel                   | FREIE WÄHLER         | 1.909         | 9,0           | 1.112          | 5,2            |
| –                              | NPD                  | –             | –             | 45             | 0,2            |
| –                              | Tierschutzpartei     | –             | –             | 245            | 1,2            |
| –                              | Tierschutzallianz    | –             | –             | 66             | 0,3            |
| –                              | LKR                  | –             | –             | 23             | 0,1            |
| –                              | Die PARTEI           | –             | –             | 128            | 0,6            |
| –                              | Gartenpartei         | –             | –             | 131            | 0,6            |
| –                              | FBM                  | –             | –             | 11             | 0,1            |
| –                              | TIERSCHUTZ hier!     | –             | –             | 108            | 0,5            |
| Andreas Schaaf                 | dieBasis             | 547           | 2,6           | 560            | 2,6            |
| –                              | Klimaliste ST        | –             | –             | 30             | 0,1            |
| –                              | ÖDP                  | –             | –             | 8              | 0              |
| –                              | Die Humanisten       | –             | –             | 13             | 0,1            |
| –                              | Gesundheitsforschung | –             | –             | 68             | 0,3            |
| –                              | PIRATEN              | –             | –             | 59             | 0,3            |
| –                              | WiR2020              | –             | –             | 23             | 0,1            |

## Wahl 2016
Zur Landtagswahl 2016 umfasste der Wahlkreis Teile des Altmarkkreises Salzwedel, nämlich die Stadt Arendsee (Altmark), die Hansestadt Salzwedel und von der Verbandsgemeinde Beetzendorf-Diesdorf die Gemeinden Beetzendorf, Dähre, Flecken Diesdorf, Jübar, Kuhfelde, Rohrberg und Wallstawe.
Es traten sechs Direktkandidaten an. Das Direktmandat wurde mit 33,6 % der Erststimmen von dem CDU-Politiker Carsten Borchert errungen, der sich erstmals um das Direktmandat bewarb. Andreas Höppner zog über Platz 6 der Landesliste der Partei Die Linke ebenfalls in den Landtag ein.
|                   |                   | Erst- stimmen | Erst- stimmen | Zweit- stimmen | Zweit- stimmen |
| Bewerber          | Partei            | Anzahl        | %             | Anzahl         | %              |
| ----------------- | ----------------- | ------------- | ------------- | -------------- | -------------- |
| Wahlberechtigte   | Wahlberechtigte   | 35.658        | 100,0         | 35.658         | 100,0          |
| Wähler            | Wähler            | 20.957        | 58,8          | 20.957         | 58,8           |
| Ungültige Stimmen | Ungültige Stimmen | 503           | 2,4           | 410            | 2,0            |
| Gültige Stimmen   | Gültige Stimmen   | 20.454        | 97,6          | 20.547         | 98,0           |
| davon             |                   |               |               |                |                |
| Carsten Borchert  | CDU               | 6.882         | 33,6          | 6.379          | 31,0           |
| Andreas Höppner   | DIE LINKE         | 3.591         | 17,6          | 3.593          | 17,5           |
| Jana Schweizer    | SPD               | 3.156         | 15,4          | 2.674          | 13,0           |
| Christian Franke  | GRÜNE             | 1.165         | 5,7           | 1.320          | 6,4            |
| –                 | ALFA              | –             | –             | 192            | 0,9            |
| –                 | Tierschutzallianz | –             | –             | 183            | 0,9            |
| Stephan Botkus    | AfD               | 4.471         | 21,9          | 4.488          | 21,8           |
| –                 | DIE RECHTE        | –             | –             | 38             | 0,2            |
| –                 | FBM               | –             | –             | 31             | 0,2            |
| –                 | FDP               | –             | –             | 748            | 3,6            |
| –                 | FREIE WÄHLER      | –             | –             | 193            | 0,9            |
| –                 | MG                | –             | –             | 61             | 0,3            |
| –                 | NPD               | –             | –             | 284            | 1,4            |
| –                 | Die PARTEI        | –             | –             | 104            | 0,5            |
| –                 | Tierschutzpartei  | –             | –             | 259            | 1,3            |
| Sabine Danicke    | Einzelbewerberin  | 1.189         | 5,8           | –              | –              |

## Wahl 2011
Bei der Landtagswahl 2011 umfasste der Wahlkreis die Gemeinde Kuhfelde sowie die Städte Arendsee (Altmark), Kalbe (Milde) und die Hansestadt Salzwedel. Es traten folgende Kandidaten an:
| Bewerber                         | Partei           | Erststimmen in % | Zweitstimmen in % |
| -------------------------------- | ---------------- | ---------------- | ----------------- |
| Jürgen Stadelmann                | CDU              | 30,2             | 28,5              |
| Hans-Jörg Krause                 | LINKE            | 31,7             | 28,5              |
| Ursula Binde                     | SPD              | 19,2             | 21,2              |
| Lutz Franke                      | FDP              | 6,8              | 5,0               |
| Christian Franke                 | GRÜNE            | 6,5              | 7,7               |
| Holger Hartmann                  | FREIE WÄHLER     | 5,6              | 2,2               |
| –                                | NPD              | –                | 3,7               |
| –                                | Tierschutzpartei | –                | 1,3               |
| –                                | PIRATEN          | –                | 1,0               |
| –                                | SPV              | –                | 0,3               |
| –                                | ödp              | –                | 0,2               |
| –                                | KPD              | –                | 0,1               |
| –                                | MLPD             | –                | 0,1               |
| Wahlberechtigte: 35412 Einwohner |                  |                  |                   |
| Wahlbeteiligung: 50,4 %          |                  |                  |                   |

## Wahl 2006
Bei der Landtagswahl in Sachsen-Anhalt 2006 traten folgende Kandidaten an:
| Name                             | Partei                                  | Erststimmen in % | Zweitstimmen in % |
| -------------------------------- | --------------------------------------- | ---------------- | ----------------- |
| Jürgen Stadelmann                | CDU                                     | 36,4 %           | 35,0 %            |
| Hans-Jörg Krause                 | Die Linke                               | 30,9 %           | 27,0 %            |
| Nobert Block                     | SPD                                     | 20,9 %           | 21,2 %            |
| Lutz Franke                      | FDP                                     | 7,7 %            | 6,5 %             |
| Martin Schulz                    | GRÜNE                                   | 4,0 %            | 3,0 %             |
| -                                | AGFG                                    | -                | 0,2 %             |
| -                                | BBW                                     | -                | 0,1 %             |
| -                                | DVU                                     | -                | 3,4 %             |
| -                                | REP                                     | -                | 0,3 %             |
| -                                | Eltern                                  | -                | 1,6 %             |
| -                                | FP Deutschlands                         | -                | 0 %               |
| -                                | future!                                 | -                | 0,4 %             |
| -                                | MLPD                                    | -                | 0,5 %             |
| -                                | Pro DM                                  | -                | 0,1 %             |
| -                                | Bündnis DKP/KPD                         | -                | 0,2 %             |
| -                                | Off D – Statt – DSU                     | -                | 0,1 %             |
| -                                | DIE GRAUEN – ÖDP – Die Tierschutzpartei | -                | 0,7 %             |
| Wahlberechtigte: 37777 Einwohner |                                         |                  |                   |
| Wahlbeteiligung: 44,4 %          |                                         |                  |                   |

## Wahl 2002
Bei der Landtagswahl in Sachsen-Anhalt 2002 traten folgende Kandidaten an:
| Name                             | Partei | Anteil der Erststimmen |
| -------------------------------- | ------ | ---------------------- |
| Karl-Heinz Reck                  | SPD    | 22,4 %                 |
| Jürgen Stadelmann                | CDU    | 34,0 %                 |
| Hans-Jörg Krause                 | PDS    | 23,4 %                 |
| Lutz Franke                      | FDP    | 13,8 %                 |
| Thomas Bichler                   | GRÜNE  | 2,6 %                  |
| Reno Metz                        | SCHILL | 3,9 %                  |
| Wahlberechtigte: 38114 Einwohner |        |                        |
| Wahlbeteiligung: 55,1 %          |        |                        |

## Wahl 1998
Bei der Landtagswahl in Sachsen-Anhalt 1998 traten folgende Kandidaten an:
| Name                              | Partei | Anteil der Erststimmen |
| --------------------------------- | ------ | ---------------------- |
| Karl-Heinz Reck                   | SPD    | 39,3 %                 |
| Egon Sommerfeld                   | CDU    | 27,5 %                 |
| Hans-Jörg Krause                  | PDS    | 26,1 %                 |
| Wolfgang Otte                     | FDP    | 4,0 %                  |
| Dietrich Halfpaap                 | GRÜNE  | 3,1 %                  |
| Wahlberechtigte: 39.120 Einwohner |        |                        |
| Wahlbeteiligung: 70,5 %           |        |                        |

## Wahl 1994
Bei der Landtagswahl in Sachsen-Anhalt 1994 traten folgende Kandidaten an:
| Name                              | Partei | Anteil der Erststimmen |
| --------------------------------- | ------ | ---------------------- |
| Egon Sommerfeld                   | CDU    | 37,5 %                 |
| Karl-Heinz Reck                   | SPD    | 34,3 %                 |
| Sigrid Lemme                      | PDS    | 19,8 %                 |
| Dietrich Halfpaap                 | GRÜNE  | 4,5 %                  |
| Hartmut Lent                      | FDP    | 2,1 %                  |
| Rudolf Krause                     | REP    | 1,8 %                  |
| Wahlberechtigte: 47.127 Einwohner |        |                        |
| Wahlbeteiligung: 53,5 %           |        |                        |